# Schofieldiella
Schofieldiella là một chi rêu trong họ Hylocomiaceae.